# Хейнзиус (лунный кратер)
Кратер Хейнзиус (лат. Heinsius) — крупный древний ударный кратер в южном полушарии видимой стороне Луны. Название присвоено в честь немецкого астронома Готфрида Гейнзиуса (1709—1769) и утверждено Международным астрономическим союзом в 1935 г. Образование кратера относится к донектарскому периоду.

## Описание кратера

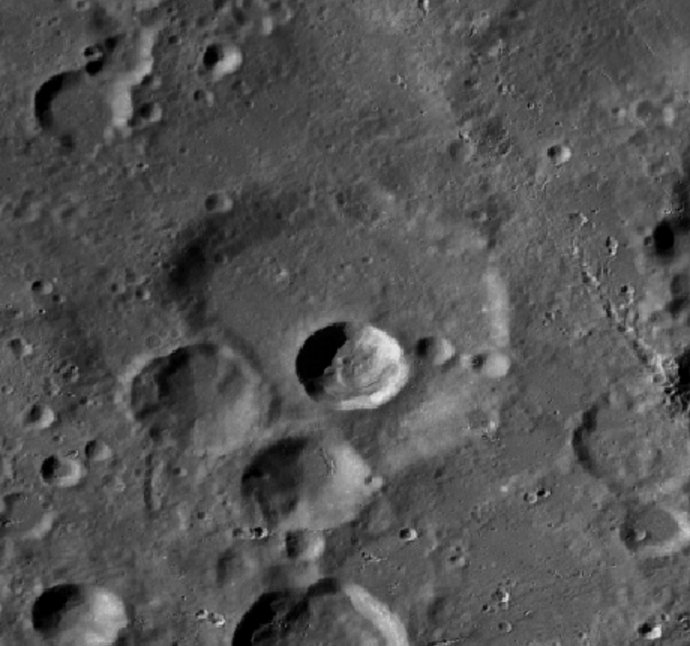
Окрестности кратера Хейнзиус. Снимок зонда Lunar Reconnaissance Orbiter.

Ближайшими соседями кратера Хейнзиус являются кратер Хайдингер на западе; кратер Вурцельбауэр на севере; кратер Гаурико на севере-северо-востоке; кратер Сассерид на востоке; кратер Тихо на юго-востоке и кратер Вильгельм на юге-юго-западе. На западе от кратера находится Озеро Благоговения; на северо-западе – Болото Эпидемий. Селенографические координаты центра кратера 39°29′ ю. ш. 17°49′ з. д. / 39,48° ю. ш. 17,82° з. д., диаметр 64,9 км, глубина 2650 м.
Кратер Хейнзиус имеет полигональную форму и значительно разрушен. Вал сглажен, юго-западная оконечность вала перекрыта парой сателлитных кратеров Хейнзиус B и C, в южной части чаши расположен сателлитный кратер Хейнзиус А. Упомянутые три кратера расположены так, что формируют вершины равностороннего треугольника, при этом их валы разделены всего несколькими километрами. В северо-восточной части внутреннего склона вала расположен широкий уступ. В юго-восточной части чаши находятся небольшие сателлитные кратеры Хейнзиус S и T, при этом последний расположен на внутреннем склоне вала. Остальная часть чаши кратера относительно ровная, без приметных структур, за исключением маленького кратера окруженного выброшенными породами с высоким альбедо в северо-западной части чаши. Севернее и южнее кратера Хейнзиус проходят светлые лучи от кратера Тихо, при этом породы, выброшенные при образовании последнего, отмечают вал и чашу кратера Хейнзиус.

## Сателлитные кратеры
| Хейнзиус | Координаты                                            | Диаметр, км |
| -------- | ----------------------------------------------------- | ----------- |
| A        | 39°46′ ю. ш. 17°37′ з. д. / 39,77° ю. ш. 17,61° з. д. | 19,5        |
| B        | 40°01′ ю. ш. 18°44′ з. д. / 40,01° ю. ш. 18,73° з. д. | 23,7        |
| C        | 40°38′ ю. ш. 17°57′ з. д. / 40,64° ю. ш. 17,95° з. д. | 22,4        |
| D        | 38°49′ ю. ш. 20°45′ з. д. / 38,82° ю. ш. 20,75° з. д. | 6,5         |
| E        | 37°52′ ю. ш. 19°35′ з. д. / 37,87° ю. ш. 19,58° з. д. | 16,8        |
| F        | 40°33′ ю. ш. 19°44′ з. д. / 40,55° ю. ш. 19,73° з. д. | 7,2         |
| G        | 38°19′ ю. ш. 14°37′ з. д. / 38,32° ю. ш. 14,61° з. д. | 10,1        |
| H        | 37°31′ ю. ш. 18°34′ з. д. / 37,51° ю. ш. 18,56° з. д. | 7,3         |
| J        | 39°19′ ю. ш. 20°27′ з. д. / 39,32° ю. ш. 20,45° з. д. | 7,9         |
| K        | 38°35′ ю. ш. 18°36′ з. д. / 38,58° ю. ш. 18,6° з. д.  | 4,9         |
| L        | 41°15′ ю. ш. 18°28′ з. д. / 41,25° ю. ш. 18,46° з. д. | 7,2         |
| M        | 40°59′ ю. ш. 15°24′ з. д. / 40,98° ю. ш. 15,4° з. д.  | 12,5        |
| N        | 37°21′ ю. ш. 14°46′ з. д. / 37,35° ю. ш. 14,77° з. д. | 7,1         |
| O        | 38°50′ ю. ш. 14°55′ з. д. / 38,84° ю. ш. 14,92° з. д. | 4,1         |
| P        | 39°24′ ю. ш. 13°44′ з. д. / 39,4° ю. ш. 13,74° з. д.  | 35,5        |
| Q        | 39°53′ ю. ш. 14°32′ з. д. / 39,89° ю. ш. 14,54° з. д. | 33,7        |
| R        | 40°13′ ю. ш. 20°47′ з. д. / 40,22° ю. ш. 20,79° з. д. | 4,6         |
| S        | 39°40′ ю. ш. 17°00′ з. д. / 39,66° ю. ш. 17° з. д.    | 6,1         |
| T        | 39°46′ ю. ш. 16°36′ з. д. / 39,76° ю. ш. 16,6° з. д.  | 6,6         |

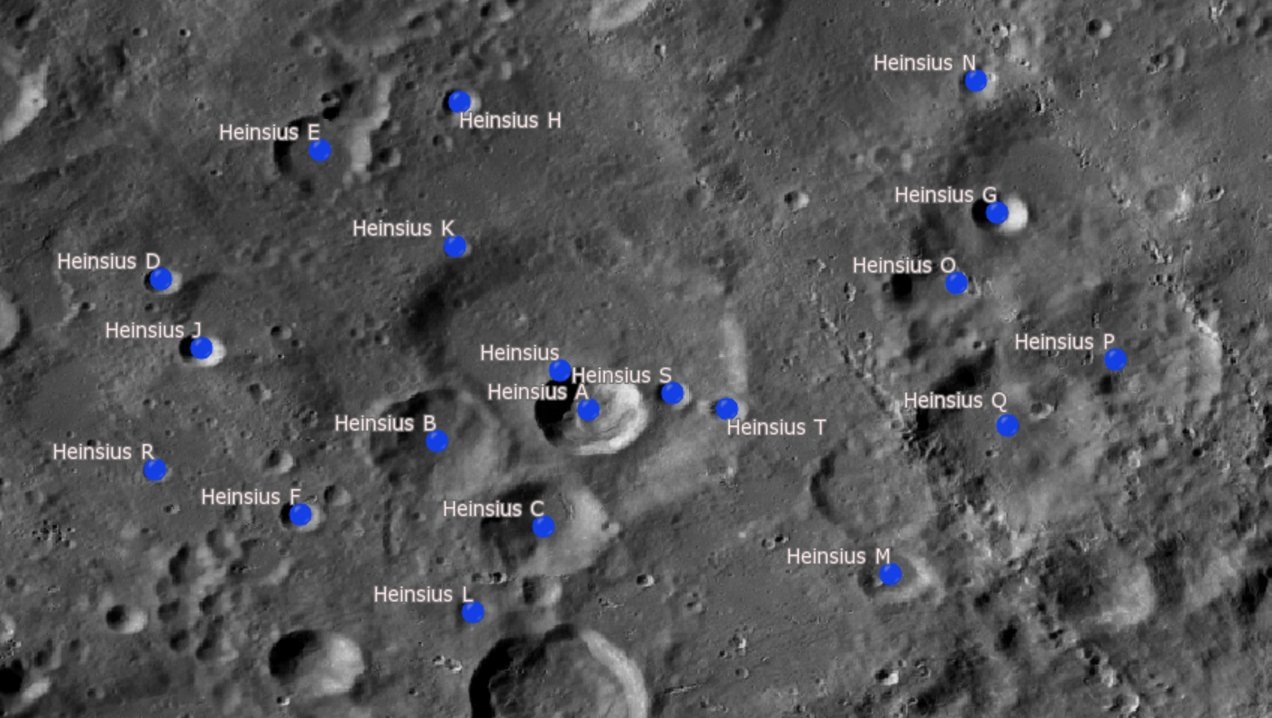
Снимок зонда Lunar Reconnaissance Orbiter.

- Сателлитный кратер Хейнзиус A включен в список кратеров с яркой системой лучей Ассоциации лунной и планетарной астрономии (ALPO)[5].

- К северной-северо-западной части вала сателлитного кратера Хейнзиус B примыкает маленький концентрический кратер.

- Образование сателлитного кратера Хейнзиус Q относится к нектарскому периоду[1].

## Галерея

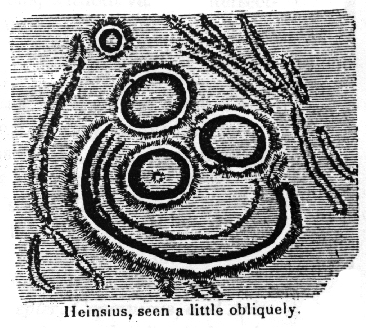
Зарисовка кратера Хейнзиус, выполненная американским вулканологом Джеймсом Дуайтом Дана в 1846 г.

## См.также
- Список кратеров на Луне
- Лунный кратер
- Морфологический каталог кратеров Луны
- Планетная номенклатура
- Селенография
- Минералогия Луны
- Геология Луны
- Поздняя тяжёлая бомбардировка